# Liste der Kulturdenkmäler in Trittenheim
In der Liste der Kulturdenkmäler in Trittenheim sind alle Kulturdenkmäler der rheinland-pfälzischen Ortsgemeinde Trittenheim aufgeführt. Grundlage ist die Denkmalliste des Landes Rheinland-Pfalz (Stand: 8. Februar 2023).

## Einzeldenkmäler
| Bezeichnung                         | Lage                                               | Baujahr                            | Beschreibung | Bild                           |
| ----------------------------------- | -------------------------------------------------- | ---------------------------------- | --- | ------------------------------ |
| Wohnhaus                            | Artenweg 19/21 Lage                                | 16. Jahrhundert                    | Wohnhaus; Fachwerkhaus, verputzt, Krüppelwalmdach, im Kern wohl aus dem 16. Jahrhundert                                    | Fotos hochladen                |
| Wohnhaus                            | Brückenstraße 9 Lage                               | um 1910/20                         | Wohnhaus eines Weingutes; villenartiger Mansarddachbau, Reformarchitektur mit stark historisierenden Elementen, um 1910/20 | Fotos hochladen                |
| Bildstock                           | Ergeneschstraße, Ecke Zum Hohlweg Lage             | 1654                               | Bildstock „Simon von Cyrene hilft das Kreuz tragen“ (Teil der sieben Pestkreuze), bezeichnet 1654                          | Fotos hochladen                |
| Quereinhaus                         | Ettenstraße 29 Lage                                | 17[x]1                             | kleines Quereinhaus, bezeichnet 17[.]1                                                                                     | Fotos hochladen                |
| Wohnhaus                            | Im Hof 6 Lage                                      | um 1910/20                         | Wohnhaus eines Weingutes; stattlicher villenartiger Bau, Reformarchitektur mit historisierenden Elementen, um 1910/20      | Fotos hochladen                |
| Bildstock                           | Kirchgasse, bei Nr. 1 Lage                         | 1657                               | Bildstock „Christus vor Pilatus“ (Teil der sieben Pestkreuze), bezeichnet 1657                                             | Fotos hochladen                |
| Bildstock                           | Laurentiusstraße, Ecke Moselweinstraße Lage        | 1654                               | Bildstock „Jesus stirbt am Kreuze“ (Teil der sieben Pestkreuze), bezeichnet 1654                                           | Fotos hochladen                |
| Bildstock                           | Laurentiusstraße, bei Nr. 8 Lage                   | 1654                               | Bildstock „Geißelung“ (Teil der sieben Pestkreuze), bezeichnet 1654 (oder 1657)                                            | Fotos hochladen                |
| Katholische Pfarrkirche St. Clemens | Moselstraße 5a Lage                                | 1790–93                            | Saalbau, 1790–93, Turmobergeschoss 1824; Stumm-Orgel, 1840, zurzeit ausgelagert                                            | weitere Bilder Fotos hochladen |
| Bildstock                           | Moselstraße, bei Nr. 5a auf dem Kirchhof Lage      | 1643                               | Kreuzigungsbildstock, bezeichnet 1643                                                                                      | Fotos hochladen                |
| Bildstock                           | Moselstraße, bei Nr. 5a auf dem Kirchhof Lage      | 1654                               | Bildstock „Christus am Ölberg“ (Teil der sieben Pestkreuze), bezeichnet 1654 (Reliefplatte original)                       | Fotos hochladen                |
| Wohnhaus                            | Moselstraße 23/25 Lage                             | 18. und 19. Jahrhundert            | stattlicher Massivbau, Fachwerkanbau, 18. und 19. Jahrhundert, im Kern wohl älter                                          | Fotos hochladen                |
| Moselkloster                        | Moselweinstraße 55 Lage                            | um 1700                            | langgestreckter Krüppelwalmdachbau, um 1700                                                                                | Fotos hochladen                |
| Wohnhaus                            | Schulstraße 1/3 Lage                               | 1585                               | Fachwerkhaus, teilweise massiv und verputzt, bezeichnet 1585                                                               | Fotos hochladen                |
| Bildstock                           | Spielesstraße, bei Nr. 16 Lage                     | 1654                               | Bildstock „Dornenkrönung“ (Teil der sieben Pestkreuze), bezeichnet 1654                                                    | Fotos hochladen                |
| Fährturm                            | östlich des Ortes und links der Mosel Lage         | Ende des 18. Jahrhunderts          | viergeschossiger Fährturm unter Zeltdach, angeblich vom Ende des 18. Jahrhunderts                                          | Fotos hochladen                |
| Fährturm                            | östlich des Ortes und rechts der Mosel Lage        | Ende des 18. Jahrhunderts          | dreigeschossiger Fährturm unter Zeltdach, angeblich vom Ende des 18. Jahrhunderts                                          | Fotos hochladen                |
| Kapelle                             | südöstlich des Ortes im Weiler Dhrönchen Lage      | zweite Hälfte des 19. Jahrhunderts | Putzbau, zweite Hälfte des 19. Jahrhunderts                                                                                | weitere Bilder Fotos hochladen |
| Wegekreuz                           | westlich des Ortes auf der Acht Lage               | 1683                               | Schaftkreuz (Teil der sieben Pestkreuze), bezeichnet 1683; in einer neuen Kapelle aufgestellt                              | BW                             |
| Laurentiuskapelle                   | westlich oberhalb des Ortes in den Weinbergen Lage | 1583                               | Chor bezeichnet 1583, 1920 durch Turm über Vorhalle erweitert                                                              | weitere Bilder Fotos hochladen |